# Gigantes de Guayana
Gigantes de Guayana es un equipo profesional de baloncesto venezolano con sede en Ciudad Guayana, estado Bolívar. Compiten en la Conferencia Oriental de la Superliga Profesional de Baloncesto (SPB) y disputan sus partidos como locales en el Gimnasio Hermanas González.

## Historia
El equipo fue fundado en 2008 por un grupo de empresarios de Ciudad Guayana como Raul Yusef, expresidente del club de fútbol Mineros de Guayana, Rubén Gamarra, Sergio Pérez, Jhonny Moreno, Marcelino Marcano y Carlos Milne. En un principio se corrió el rumor que el club sería llamado Macizos de Guayana pero luego se desechó el nombre y después de muchas consultas se adoptó el actual Gigantes de Guayana. El equipo es el décimo en ingresar a la ´´LPB´´, su debut lo hizo en San Cristóbal frente al otro debutante de la liga, el  Deportivo Táchira el 1 de marzo de 2008, culminando esa temporada ocupó el 9.º lugar, ocupando el último lugar en las siguientes tres temporadas. 
El equipo hizo su primera presentación oficial a la prensa en enero de 2008, este naciente organización deportiva se fundó con un logotipo provisional, y el definitivo fue escogido y presentado a los medios en febrero, anunciándose que el equipo utilizaría como logo un escudo con fondo azul, con un balón naranja y en letras color vinotinto el nombre del equipo, además de una estrella de cinco puntas en la parte inferior.
En 2010 llegó a las semifinales de la mano de Carl Herrera, el primer jugador venezolano en la NBA, quien debutaba como entrenador.

## Pabellón
El Gimnasio Hermanas González es un domo o pabellón multiusos ubicado en Ciudad Guayana, estado Bolívar en la región Guayana al sureste de Venezuela.
Sus instalaciones son una propiedad pública administrada por el gobierno del estado Bolívar a través del Instituto de Deportes de Bolívar (Idebol). Posee sanitarios, camerinos, aire acondicionado, pizarra electrónica, entre otras comodidades. Puede ser utilizado para la práctica de diversos deportes entre ellos el voleibol, baloncesto, fútbol sala.
El gimnasio data de la década de 1970, pero en 2008 se le realizaron trabajos importantes de remodelación y ampliación por parte de la municipalidad de Caroní para poder cumplir con las exigencias de la Liga Profesional de Baloncesto de Venezuela. Finalmente fue aceptado como uno de los 10 gimnasios usados profesionalmente siendo escogido como la sede equipo.
Desde el año 2011 con la creación de la Liga Venezolana de Voleibol se designó dicho complejo como sede del equipo de voleibol Huracanes de Bolívar.

## Jugadores

### Plantilla 2022
| Num                        | Nac.                      | Jugador         | Pos | Altura | Edad    |
|                            | Bandera de Venezuela      | Harol Cazorla   | B   | 1,72 m | 33 años |
|                            | Bandera de Venezuela      | Edwin Mijares   | B   | 1,86 m | 32 años |
|                            | Bandera de Venezuela      | Jhosep Ordaz    | B   | 1,72 m | 25 años |
|                            | Bandera de Venezuela      | Cruz León       | B   | 1,72 m | 24 años |
|                            | Bandera de Venezuela      | José Bracho     | B   | 1,92 m | 26 años |
|                            | Bandera de Venezuela      | Fernando Lucena | B   | 1,85 m | 38 años |
|                            | Bandera de Venezuela      | Eduardo Ríos    | A   | 1,97 m | 36 años |
|                            | Bandera de Venezuela      | Ronald Eredia   | A   | 1,89 m | 22 años |
|                            | Bandera de Venezuela      | Luis Duarte     | A   | 1,97 m | 30 años |
|                            | Bandera de Estados Unidos | Trey Gilder     | A   | 2,06 m | 40 años |
|                            | Bandera de Venezuela      | Andrés Barrios  | A   | 1,92 m | 20 años |
|                            | Bandera de Venezuela      | Carlos Pérez    | A   | 2,01 m | 27 años |
|                            | Bandera de Venezuela      | Luis Valera     | AP  | 2,02 m | 36 años |
|                            | Bandera de Venezuela      | Osbel Caraballo | AP  | 1,96 m | 26 años |
|                            | Bandera de Venezuela      | Albert Arias    | AP  | 1,94 m | 36 años |
|                            | Bandera de Venezuela      | Pablo Jordan    | AP  | 2,01 m | 23 años |
|                            | Bandera de Venezuela      | Axiers Sucre    | AP  | 1,99 m | 46 años |
|                            | Bandera de Estados Unidos | Roquez Johnson  | AP  | 2,02 m | 32 años |
|                            | Bandera de Estados Unidos | Jarred Shaw     | P   | 2,08 m | 34 años |
| Entrenador: Fabricio Salas |                           |                 |     |        |         |